# Episodi di Special Branch (prima stagione)
La prima stagione della serie televisiva Special Branch (serie televisiva) è stata trasmessa in anteprima nel Regno Unito dalla Independent Television tra il 17 settembre 1969 e il 17 dicembre 1969.
| nº | Titolo originale        | Titolo italiano | Prima TV UK       | Prima TV Italia |
| -- | ----------------------- | --------------- | ----------------- | --------------- |
| 1  | Troika                  |                 | 17 settembre 1969 |                 |
| 2  | Smokescreen             |                 | 24 settembre 1969 |                 |
| 3  | The Promised Land       |                 | 1º ottobre 1969   |                 |
| 4  | A Date with Leonidas    |                 | 8 ottobre 1969    |                 |
| 5  | The Kazmirov Affair     |                 | 15 ottobre 1969   |                 |
| 6  | A New Face              |                 | 22 ottobre 1969   |                 |
| 7  | You Don't Exist         |                 | 29 ottobre 1969   |                 |
| 8  | The Children of Delight |                 | 5 novembre 1969   |                 |
| 9  | Reliable Sources        |                 | 12 novembre 1969  |                 |
| 10 | Short Change            |                 | 19 novembre 1969  |                 |
| 11 | Exit a Diplomat         |                 | 26 novembre 1969  |                 |
| 12 | Care of Her Majesty     |                 | 3 dicembre 1969   |                 |
| 13 | Visitor from Moscow     |                 | 10 dicembre 1969  |                 |
| 14 | Time Bomb               |                 | 17 dicembre 1969  |                 |